# Мужская сборная Австрии по гандболу

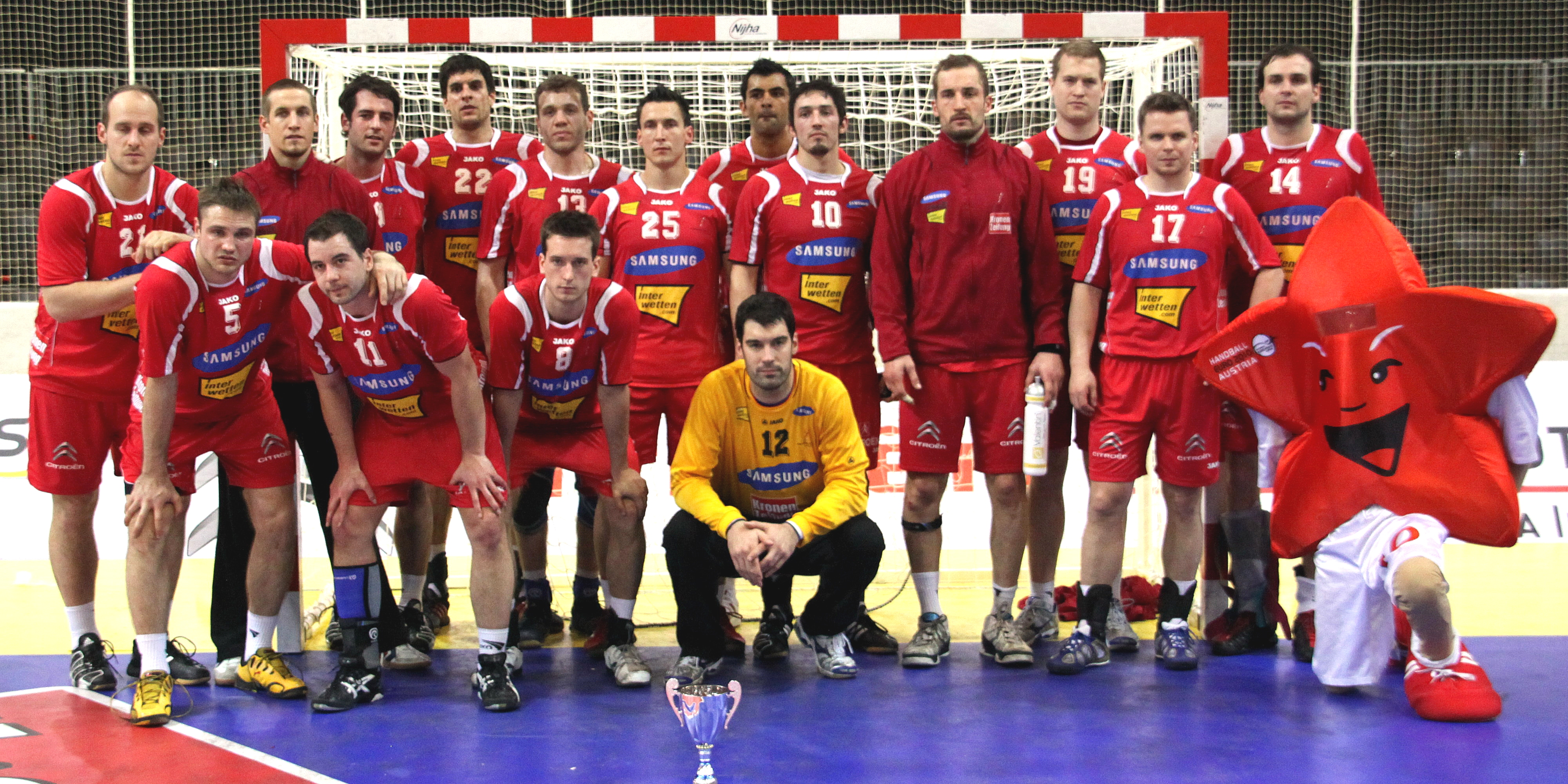
Национальная сборная Австрии по гандболу. 2010 год

Мужская сборная Австрии по гандболу (нем. Österreichische Männer-Handballnationalmannschaft) — австрийская сборная, выступающая на международных турнирах по гандболу. Управляется Австрийским гандбольным союзом. Первую игру провела 13 сентября 1925 против Германии в Галле и победила со счётом 6:3. В 1930-е годы команда завоевала серебряные медали Олимпийских игр в Берлине (1936), а также серебряные медали первого чемпионата мира в 1938 году, но этим исчерпываются все их успехи. Всего команда участвовала 4 раза в чемпионатах мира и, не считая успеха на первом турнире, не попадала даже в четвертьфинал, а на чемпионате Европы она появилась только в 2010 году на правах хозяев (там же их высшее достижение — 9-е место).

## Статистика выступлений

### Олимпийские игры
| Рекорды Олимпиад                    | Рекорды Олимпиад     | Рекорды Олимпиад     | Рекорды Олимпиад     | Рекорды Олимпиад     | Рекорды Олимпиад     | Рекорды Олимпиад     | Рекорды Олимпиад     | Рекорды Олимпиад     |
| Игры                                | Раунд                | Место                | И                    | В                    | Н                    | П                    | ГЗ                   | ГП                   |
| ----------------------------------- | -------------------- | -------------------- | -------------------- | -------------------- | -------------------- | -------------------- | -------------------- | -------------------- |
| Берлин 1936                         | Серебряные призёры   | 2-е из 6             | 5                    | 4                    | 0                    | 1                    | 60                   | 29                   |
| С 1948 по 1968 турнир не проводился |                      |                      |                      |                      |                      |                      |                      |                      |
| Мюнхен 1972                         | Не квалифицировались | Не квалифицировались | Не квалифицировались | Не квалифицировались | Не квалифицировались | Не квалифицировались | Не квалифицировались | Не квалифицировались |
| Монреаль 1976                       | Не квалифицировались | Не квалифицировались | Не квалифицировались | Не квалифицировались | Не квалифицировались | Не квалифицировались | Не квалифицировались | Не квалифицировались |
| Москва 1980                         | Не квалифицировались | Не квалифицировались | Не квалифицировались | Не квалифицировались | Не квалифицировались | Не квалифицировались | Не квалифицировались | Не квалифицировались |
| Лос-Анджелес 1984                   | Не квалифицировались | Не квалифицировались | Не квалифицировались | Не квалифицировались | Не квалифицировались | Не квалифицировались | Не квалифицировались | Не квалифицировались |
| Сеул 1988                           | Не квалифицировались | Не квалифицировались | Не квалифицировались | Не квалифицировались | Не квалифицировались | Не квалифицировались | Не квалифицировались | Не квалифицировались |
| Барселона 1992                      | Не квалифицировались | Не квалифицировались | Не квалифицировались | Не квалифицировались | Не квалифицировались | Не квалифицировались | Не квалифицировались | Не квалифицировались |
| Атланта 1996                        | Не квалифицировались | Не квалифицировались | Не квалифицировались | Не квалифицировались | Не квалифицировались | Не квалифицировались | Не квалифицировались | Не квалифицировались |
| Сидней 2000                         | Не квалифицировались | Не квалифицировались | Не квалифицировались | Не квалифицировались | Не квалифицировались | Не квалифицировались | Не квалифицировались | Не квалифицировались |
| Афины 2004                          | Не квалифицировались | Не квалифицировались | Не квалифицировались | Не квалифицировались | Не квалифицировались | Не квалифицировались | Не квалифицировались | Не квалифицировались |
| Пекин 2008                          | Не квалифицировались | Не квалифицировались | Не квалифицировались | Не квалифицировались | Не квалифицировались | Не квалифицировались | Не квалифицировались | Не квалифицировались |
| Лондон 2012                         | Не квалифицировались | Не квалифицировались | Не квалифицировались | Не квалифицировались | Не квалифицировались | Не квалифицировались | Не квалифицировались | Не квалифицировались |
| Рио-де-Жанейро 2016                 | Не квалифицировались | Не квалифицировались | Не квалифицировались | Не квалифицировались | Не квалифицировались | Не квалифицировались | Не квалифицировались | Не квалифицировались |
| Токио 2020                          | Не квалифицировались | Не квалифицировались | Не квалифицировались | Не квалифицировались | Не квалифицировались | Не квалифицировались | Не квалифицировались | Не квалифицировались |
| Итого                               | 1/13                 | -                    | 5                    | 4                    | 0                    | 1                    | 60                   | 29                   |

### Чемпионаты мира
| Рекорды чемпионатов мира | Рекорды чемпионатов мира | Рекорды чемпионатов мира | Рекорды чемпионатов мира | Рекорды чемпионатов мира | Рекорды чемпионатов мира | Рекорды чемпионатов мира | Рекорды чемпионатов мира | Рекорды чемпионатов мира |
| Игры                     | Раунд                    | Место                    | И                        | В                        | Н                        | П                        | ГЗ                       | ГП                       |
| ------------------------ | ------------------------ | ------------------------ | ------------------------ | ------------------------ | ------------------------ | ------------------------ | ------------------------ | ------------------------ |
| 1938                     | Серебряные призёры       | 2                        | 3                        | 2                        | 0                        | 1                        | 16                       | 11                       |
| 1954                     | Не квалифицировались     | Не квалифицировались     | Не квалифицировались     | Не квалифицировались     | Не квалифицировались     | Не квалифицировались     | Не квалифицировались     | Не квалифицировались     |
| 1958                     | Первый раунд             | 9                        | 3                        | 1                        | 0                        | 2                        | 50                       | 69                       |
| 1961                     | Не квалифицировались     | Не квалифицировались     | Не квалифицировались     | Не квалифицировались     | Не квалифицировались     | Не квалифицировались     | Не квалифицировались     | Не квалифицировались     |
| 1964                     | Не квалифицировались     | Не квалифицировались     | Не квалифицировались     | Не квалифицировались     | Не квалифицировались     | Не квалифицировались     | Не квалифицировались     | Не квалифицировались     |
| 1967                     | Не квалифицировались     | Не квалифицировались     | Не квалифицировались     | Не квалифицировались     | Не квалифицировались     | Не квалифицировались     | Не квалифицировались     | Не квалифицировались     |
| 1970                     | Не квалифицировались     | Не квалифицировались     | Не квалифицировались     | Не квалифицировались     | Не квалифицировались     | Не квалифицировались     | Не квалифицировались     | Не квалифицировались     |
| 1974                     | Не квалифицировались     | Не квалифицировались     | Не квалифицировались     | Не квалифицировались     | Не квалифицировались     | Не квалифицировались     | Не квалифицировались     | Не квалифицировались     |
| 1978                     | Не квалифицировались     | Не квалифицировались     | Не квалифицировались     | Не квалифицировались     | Не квалифицировались     | Не квалифицировались     | Не квалифицировались     | Не квалифицировались     |
| 1982                     | Не квалифицировались     | Не квалифицировались     | Не квалифицировались     | Не квалифицировались     | Не квалифицировались     | Не квалифицировались     | Не квалифицировались     | Не квалифицировались     |
| 1986                     | Не квалифицировались     | Не квалифицировались     | Не квалифицировались     | Не квалифицировались     | Не квалифицировались     | Не квалифицировались     | Не квалифицировались     | Не квалифицировались     |
| 1990                     | Не квалифицировались     | Не квалифицировались     | Не квалифицировались     | Не квалифицировались     | Не квалифицировались     | Не квалифицировались     | Не квалифицировались     | Не квалифицировались     |
| 1993                     | Первый групповой этап    | 14                       | 3                        | 1                        | 0                        | 2                        | 61                       | 67                       |
| 1995                     | Не квалифицировались     | Не квалифицировались     | Не квалифицировались     | Не квалифицировались     | Не квалифицировались     | Не квалифицировались     | Не квалифицировались     | Не квалифицировались     |
| 1997                     | Не квалифицировались     | Не квалифицировались     | Не квалифицировались     | Не квалифицировались     | Не квалифицировались     | Не квалифицировались     | Не квалифицировались     | Не квалифицировались     |
| 1999                     | Не квалифицировались     | Не квалифицировались     | Не квалифицировались     | Не квалифицировались     | Не квалифицировались     | Не квалифицировались     | Не квалифицировались     | Не квалифицировались     |
| 2001                     | Не квалифицировались     | Не квалифицировались     | Не квалифицировались     | Не квалифицировались     | Не квалифицировались     | Не квалифицировались     | Не квалифицировались     | Не квалифицировались     |
| 2003                     | Не квалифицировались     | Не квалифицировались     | Не квалифицировались     | Не квалифицировались     | Не квалифицировались     | Не квалифицировались     | Не квалифицировались     | Не квалифицировались     |
| 2005                     | Не квалифицировались     | Не квалифицировались     | Не квалифицировались     | Не квалифицировались     | Не квалифицировались     | Не квалифицировались     | Не квалифицировались     | Не квалифицировались     |
| 2007                     | Не квалифицировались     | Не квалифицировались     | Не квалифицировались     | Не квалифицировались     | Не квалифицировались     | Не квалифицировались     | Не квалифицировались     | Не квалифицировались     |
| 2009                     | Не квалифицировались     | Не квалифицировались     | Не квалифицировались     | Не квалифицировались     | Не квалифицировались     | Не квалифицировались     | Не квалифицировались     | Не квалифицировались     |
| 2011                     | 17/18-е место            | 18                       | 7                        | 2                        | 0                        | 5                        | 205                      | 212                      |
| 2013                     | Не квалифицировались     | Не квалифицировались     | Не квалифицировались     | Не квалифицировались     | Не квалифицировались     | Не квалифицировались     | Не квалифицировались     | Не квалифицировались     |
| 2015                     | 1/8 финала               | 13                       | 6                        | 2                        | 1                        | 3                        | 174                      | 169                      |
| 2017                     | Не квалифицировались     | Не квалифицировались     | Не квалифицировались     | Не квалифицировались     | Не квалифицировались     | Не квалифицировались     | Не квалифицировались     | Не квалифицировались     |
| 2019                     | Предварительный раунд    | 19                       | 7                        | 2                        | 0                        | 5                        | 172                      | 199                      |
| Итого                    | 7/30                     | -                        | 29                       | 10                       | 1                        | 18                       | 678                      | 727                      |

### Чемпионаты Европы
| Рекорды чемпионатов Европы | Рекорды чемпионатов Европы | Рекорды чемпионатов Европы | Рекорды чемпионатов Европы | Рекорды чемпионатов Европы | Рекорды чемпионатов Европы | Рекорды чемпионатов Европы | Рекорды чемпионатов Европы | Рекорды чемпионатов Европы |
| Игры                       | Раунд                      | Место                      | И                          | В                          | Н                          | П                          | ГЗ                         | ГП                         |
| -------------------------- | -------------------------- | -------------------------- | -------------------------- | -------------------------- | -------------------------- | -------------------------- | -------------------------- | -------------------------- |
| 1994                       | Не квалифицровались        | Не квалифицровались        | Не квалифицровались        | Не квалифицровались        | Не квалифицровались        | Не квалифицровались        | Не квалифицровались        | Не квалифицровались        |
| 1996                       | Не квалифицровались        | Не квалифицровались        | Не квалифицровались        | Не квалифицровались        | Не квалифицровались        | Не квалифицровались        | Не квалифицровались        | Не квалифицровались        |
| 1998                       | Не квалифицровались        | Не квалифицровались        | Не квалифицровались        | Не квалифицровались        | Не квалифицровались        | Не квалифицровались        | Не квалифицровались        | Не квалифицровались        |
| 2000                       | Не квалифицровались        | Не квалифицровались        | Не квалифицровались        | Не квалифицровались        | Не квалифицровались        | Не квалифицровались        | Не квалифицровались        | Не квалифицровались        |
| 2002                       | Не квалифицровались        | Не квалифицровались        | Не квалифицровались        | Не квалифицровались        | Не квалифицровались        | Не квалифицровались        | Не квалифицровались        | Не квалифицровались        |
| 2004                       | Не квалифицровались        | Не квалифицровались        | Не квалифицровались        | Не квалифицровались        | Не квалифицровались        | Не квалифицровались        | Не квалифицровались        | Не квалифицровались        |
| 2006                       | Не квалифицровались        | Не квалифицровались        | Не квалифицровались        | Не квалифицровались        | Не квалифицровались        | Не квалифицровались        | Не квалифицровались        | Не квалифицровались        |
| 2008                       | Не квалифицровались        | Не квалифицровались        | Не квалифицровались        | Не квалифицровались        | Не квалифицровались        | Не квалифицровались        | Не квалифицровались        | Не квалифицровались        |
| 2010                       | Второй групповой этап      | 9                          | 6                          | 2                          | 1                          | 3                          | 184                        | 187                        |
| 2012                       | Не квалифицировались       | Не квалифицировались       | Не квалифицировались       | Не квалифицировались       | Не квалифицировались       | Не квалифицировались       | Не квалифицировались       | Не квалифицировались       |
| 2014                       | Второй групповой этап      | 11                         | 6                          | 2                          | 0                          | 4                          | 159                        | 160                        |
| 2016                       | Не квалифицировались       | Не квалифицировались       | Не квалифицировались       | Не квалифицировались       | Не квалифицировались       | Не квалифицировались       | Не квалифицировались       | Не квалифицировались       |
| 2018                       | Первый групповой этап      | 15                         | 3                          | 0                          | 0                          | 3                          | 80                         | 99                         |
| 2020                       | Второй групповой этап      | 8                          | 7                          | 3                          | 1                          | 3                          | 189                        | 192                        |
| Итого                      | 4/16                       | -                          | 21                         | 7                          | 2                          | 13                         | 612                        | 638                        |

* Цвет указывает на медаль, выигранную на турнире.
** Красный цвет рамки указывает, что турнир проводился в Австрии.

## Рекордсмены сборной
| №  | Гандболист         | Игры |
| -- | ------------------ | ---- |
| 1  | Эвальд Хуменбергер | 246  |
| 2  | Патрик Фёльзер     | 218  |
| 3  | Андреас Диттерт    | 203  |
| 3  | Виктор Силадьи     | 203  |
| 5  | Роланд Шлингер     | 168  |
| 6  | Никола Маринович   | 165  |
| 7  | Штефан Хигацбергер | 163  |
| 8  | Роберт Вебер       | 158  |
| 9  | Давид Шлезак       | 157  |
| 10 | Дитер Риппер       | 153  |

| №  | Гандболист        | Голы |
| -- | ----------------- | ---- |
| 1  | Андреас Диттерт   | 1089 |
| 2  | Виктор Силадьи    | 907  |
| 3  | Роберт Вебер      | 690  |
| 3  | Давид Шлезак      | 667  |
| 5  | Роланд Шлингер    | 595  |
| 6  | Конрад Вильчински | 578  |
| 7  | Патрик Фёльзер    | 567  |
| 8  | Михаэль Гангель   | 459  |
| 9  | Томас Гангель     | 383  |
| 10 | Янко Божович      | 321  |
| 10 | Дитмар Пайссль    | 321  |